# 渡邉恒樹
渡邉 恒樹（わたなべ こうき、1978年5月17日 - ）は、埼玉県所沢市出身の元プロ野球選手（投手）。左投左打。東京ヤクルトスワローズ時代の登録名は「渡辺 恒樹」（読み同じ）だった。2013年よりヤクルトの打撃投手を務める。

## 経歴

### プロ入り前
幼稚園の時に熱烈な読売ジャイアンツファンだった父親の影響で野球（キャッチボール）を始める。所沢市立若松小学校2年生では少年野球チーム「若松サンダズ」に入団し、所沢市立中央中学校では市の運営する硬式中学野球クラブ「所沢ボーイズ」に入部して2番手投手となる。卒業後は相洋高等学校に進学し、投手として3年春に県大会で準優勝を果たす。東京農業大学では、4年秋に東都大学リーグ2部で優勝し、最優秀投手賞。入替戦では巨人入りが決まっていた同学年の阿部慎之助がいる中央大学に敗れた。2部リーグ通算17勝15敗の成績を残した。
大学卒業後はNTT東日本に入社し、4年連続で都市対抗野球大会に出場した。2004年の社会人野球日本選手権大会では野間口貴彦（シダックス）・能見篤史（大阪ガス）と優秀選手賞を受賞した。
2004年のドラフト会議において、新規参入の東北楽天ゴールデンイーグルスから2巡目で指名を受け、入団。1巡目に相当する自由獲得枠の一場靖弘はドラフト前に入団が決まっていたため、実質的に楽天が初めてドラフト指名した選手は渡邉である。背番号は18で、同球団の初代エースナンバーを背負った。読売ジャイアンツ元オーナーの渡邉恒雄と名前が一字違いであることから、入団時に登録名をナベツネとする案があった（ただし、名前の読みはツネキではなくコウキである）。

### 楽天時代
2005年6月1日の対横浜戦でプロ初登板を果たしたが、これは先発の山村宏樹が初回に1イニング4被本塁打を喫し、1死も取れずにKOされたのを受けた緊急登板だった。6月12日の対広島戦で、同点で迎えた6回表1死に救援登板し、三塁のルイス・ロペスの失策で緒方孝市を出塁させたが、その緒方を牽制球で刺して2死とする。続く木村拓也に四球を与えるも、木村の盗塁失敗により3死となった。その裏の攻撃で楽天が決勝点を挙げたため、幸運なプロ初勝利が転がり込んだ。打者1人も打ち取らずに勝利投手となっているので、「こんなんでいいのかな」と感想をもらした。この年は17試合に登板し、1勝2敗、防御率1.93の成績を残した。オフにはフェニックスリーグに参加し、優勝（楽天は5勝1敗4引き分けで1位）を経験した。
2006年は、監督就任直後の野村克也から「オープン戦で自分からマウンドへ行って投手交代を告げるのは初めて」と言われるほど結果を残せず、二軍スタートとなる。8月11日に一軍登録し、当日の対埼玉西武ライオンズ戦でシーズン初登板。以降シーズン終了まで二軍に落ちることはなかった。一軍登板は前年より2試合減り、15試合、防御率は3.06だった。フェニックスリーグではほぼ毎日投げ、使えるボールとしてシュートの手応えをつかみ、5試合（投球回15回）、防御率0.60の好成績を収めた。同年オフ、駒澤大学附属苫小牧高等学校から入団の田中将大に背番号18が与えられることになったのに伴い、背番号を34に変更。
2007年はプロ入り3年目で初めて、開幕からシーズン終了まで一軍登録された。4月3日の対日本ハム戦から6月3日の対広島東洋カープ戦まで22試合連続無失点を記録する大活躍でチームを支えた。後半戦は疲れもあり好調さを維持できなかったが、勝ち試合での左のリリーフとして有銘兼久とともに起用され、チームトップの15ホールドポイントを挙げた。65試合登板はリーグ最多の登板数であり、楽天球団の登板数では新記録である。
2008年は開幕2戦目にして腰のヘルニアのために離脱を余儀なくされた。手術をしなければならない可能性もあったが回避でき、6月に一軍登録されたが、ヘルニアの影響で思うような成績が残せず、登録と抹消を繰り返した。翌2009年もヘルニアの影響からか、一軍戦登板はわずか4試合にとどまった。
2010年6月14日に鎌田祐哉とのトレードで東京ヤクルトスワローズへ移籍。背番号は鎌田が着けていた48。

### ヤクルト時代
2010年8月10日の対巨人戦で、同点の延長11回表、1死一、二塁で登板し、古城茂幸を1球で三ゴロ併殺打に打ち取り、その裏にチームがサヨナラ勝ちをしたため1球勝利投手を記録した。28試合に登板し、1勝1敗4ホールド。防御率4.61の成績でシーズンを終えた。
2012年10月2日に球団から戦力外通告を受け、そのまま現役を引退。

### 現役引退後
引退後は打撃投手としてチームに留まった。2013年WBCに打撃投手として参加した。

## 選手としての特徴
140km/h前後から半ばのストレートと、スライダー、カットボール、カーブ、スクリュー、シュートなどの変化球を投げ分ける。2006年のシーズン中から2007年にかけて新球を複数習得し、大幅に球種を増やした。

## 詳細情報

### 年度別投手成績
| 年 度     | 球 団     | 登 板 | 先 発 | 完 投 | 完 封 | 無 四 球 | 勝 利 | 敗 戦 | セ 丨 ブ | ホ 丨 ル ド | 勝 率 | 打 者 | 投 球 回 | 被 安 打 | 被 本 塁 打 | 与 四 球 | 敬 遠 | 与 死 球 | 奪 三 振 | 暴 投 | ボ 丨 ク | 失 点 | 自 責 点 | 防 御 率 | W H I P |
| --------- | --------- | ----- | ----- | ----- | ----- | -------- | ----- | ----- | -------- | ----------- | ----- | ----- | -------- | -------- | ----------- | -------- | ----- | -------- | -------- | ----- | -------- | ----- | -------- | -------- | ------- |
| 2005      | 楽天      | 17    | 0     | 0     | 0     | 0        | 1     | 2     | 0        | 0           | .333  | 110   | 28.0     | 19       | 1           | 12       | 1     | 0        | 23       | 4     | 0        | 7     | 6        | 1.93     | 1.11    |
| 2006      | 楽天      | 15    | 0     | 0     | 0     | 0        | 0     | 0     | 0        | 1           | ----  | 77    | 17.2     | 20       | 3           | 6        | 0     | 0        | 8        | 1     | 0        | 7     | 6        | 3.06     | 1.47    |
| 2007      | 楽天      | 65    | 0     | 0     | 0     | 0        | 3     | 4     | 0        | 12          | .429  | 204   | 45.0     | 45       | 2           | 18       | 1     | 6        | 33       | 3     | 0        | 21    | 17       | 3.40     | 1.40    |
| 2008      | 楽天      | 14    | 0     | 0     | 0     | 0        | 0     | 2     | 0        | 3           | .000  | 34    | 6.2      | 9        | 1           | 7        | 0     | 0        | 3        | 0     | 0        | 7     | 7        | 9.45     | 2.40    |
| 2009      | 楽天      | 4     | 0     | 0     | 0     | 0        | 0     | 0     | 0        | 1           | ----  | 23    | 3.2      | 11       | 2           | 0        | 0     | 1        | 1        | 0     | 0        | 6     | 6        | 14.73    | 3.00    |
| 2010      | ヤクルト  | 28    | 0     | 0     | 0     | 0        | 1     | 1     | 0        | 4           | .500  | 59    | 13.2     | 13       | 0           | 6        | 0     | 1        | 6        | 1     | 0        | 7     | 7        | 4.61     | 1.40    |
| 2011      | ヤクルト  | 13    | 0     | 0     | 0     | 0        | 0     | 0     | 0        | 2           | ----  | 68    | 16.1     | 15       | 0           | 4        | 0     | 3        | 9        | 1     | 0        | 10    | 9        | 4.96     | 1.17    |
| 2012      | ヤクルト  | 3     | 0     | 0     | 0     | 0        | 0     | 0     | 0        | 0           | ----  | 13    | 2.0      | 5        | 1           | 2        | 0     | 0        | 2        | 1     | 0        | 3     | 3        | 13.50    | 3.50    |
| 通算：8年 | 通算：8年 | 159   | 0     | 0     | 0     | 0        | 5     | 9     | 0        | 23          | .357  | 588   | 133.0    | 137      | 10          | 55       | 2     | 11       | 85       | 11    | 0        | 68    | 61       | 4.13     | 1.44    |

- 各年度の太字はリーグ最高

### 記録
初記録
- 初登板：2005年6月1日、対横浜ベイスターズ4回戦（横浜スタジアム）、1回裏無死に2番手で救援登板、4回1失点
- 初奪三振：同上、1回裏にセドリック・バワーズから空振り三振
- 初勝利：2005年6月12日、対広島東洋カープ6回戦（フルキャストスタジアム宮城）、6回表1死に3番手で救援登板、2/3回無失点
- 初ホールド：2006年8月12日、対西武ライオンズ13回戦（インボイスSEIBUドーム）、4回裏無死に2番手で救援登板、1回1/3を無失点

その他の記録
- 1球勝利投手：2010年8月10日、対読売ジャイアンツ15回戦（明治神宮野球場）、11回表1死に古城茂幸を三塁ゴロ併殺打 ※史上30人目（セ・リーグ史上16人目）

### 背番号
- 18 （2005年 - 2006年）
- 34 （2007年 - 2010年途中）
- 48 （2010年途中 - 2012年）
- 105 （2013年 - ）※打撃投手

### 登録名
- 渡邉 恒樹 （わたなべ こうき、2005年 - 2010年6月16日）
- 渡辺 恒樹 （わたなべ こうき、2010年6月17日 - 2012年）